# Laura Harrier

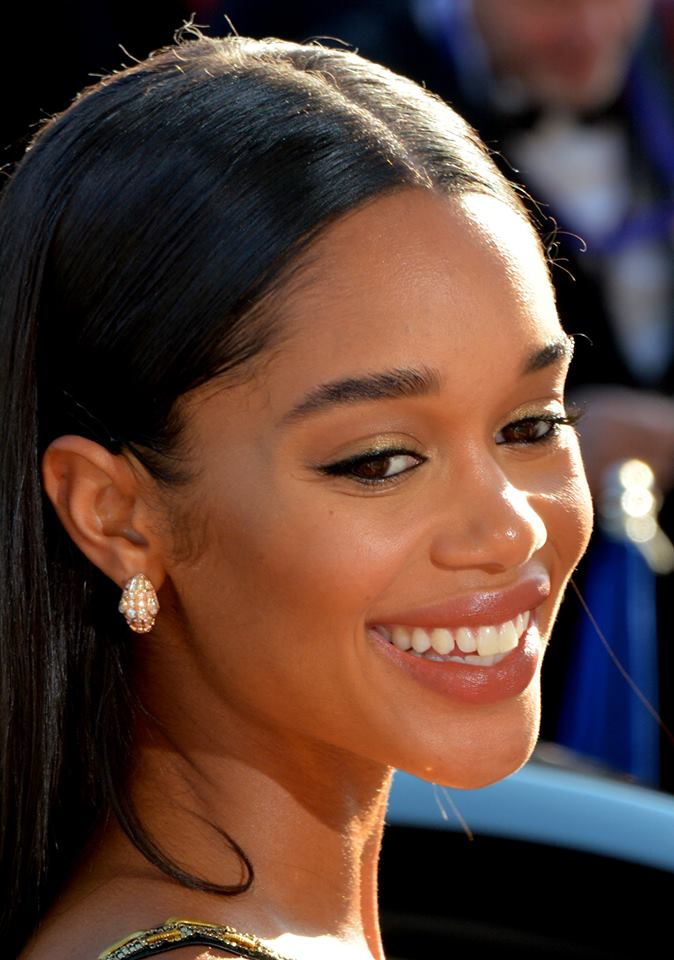
Laura Harrier bei den Filmfestspielen von Cannes 2018

Laura Ruth Harrier (* 28. März 1990 in Chicago, Illinois) ist eine US-amerikanische Schauspielerin und Model.

## Werdegang
Laura Harrier wurde als eines von zwei Kindern eines Versicherungsmitarbeiters und einer Logopädin in Chicago geboren. Die Highschool absolvierte sie in der Stadt Evanston im US-Bundesstaat Illinois. Nach der Schulzeit strebte sie zunächst eine Modelkarriere an und zog deswegen im Alter von 18 Jahren nach New York City. Bald darauf schwenkte sie jedoch zur Schauspielerei um und schrieb sich daher am William Esper Studio ein. Geprägt hatte ihren Wunsch vor allem die Arbeit des Filmemachers Spike Lee.
Harrier ist seit 2013 als Schauspielerin aktiv und war zunächst in der Seifenoper Liebe, Lüge, Leidenschaft als Destiny Evans zu sehen. 2014 erfolgte ein Gastauftritt in der Serie Unforgettable.
2017 übernahm sie in der Marvel-Neuauflage Spider-Man: Homecoming die Rolle der Liz Allan. Ebenfalls 2017 trat sie als Patrice Dumas in einer Nebenrolle in BlacKkKlansman ihres Idols Spike Lee auf. 2019 übernahm sie die weibliche Hauptrolle im Filmdrama Balance, Not Symmetry, einer modernen Version von William Shakespeares Romeo und Julia. 2020 übernahm sie mit der Rolle der Schauspielerin Camille Washington eine Hauptrolle in der Netflix-Miniserie Hollywood.
Neben ihrer Schauspieltätigkeit ist Harrier hin und wieder auch als Model aktiv. So war sie bereits für Marken wie L’Oréal, Louis Vuitton und Target tätig.

## Filmografie (Auswahl)

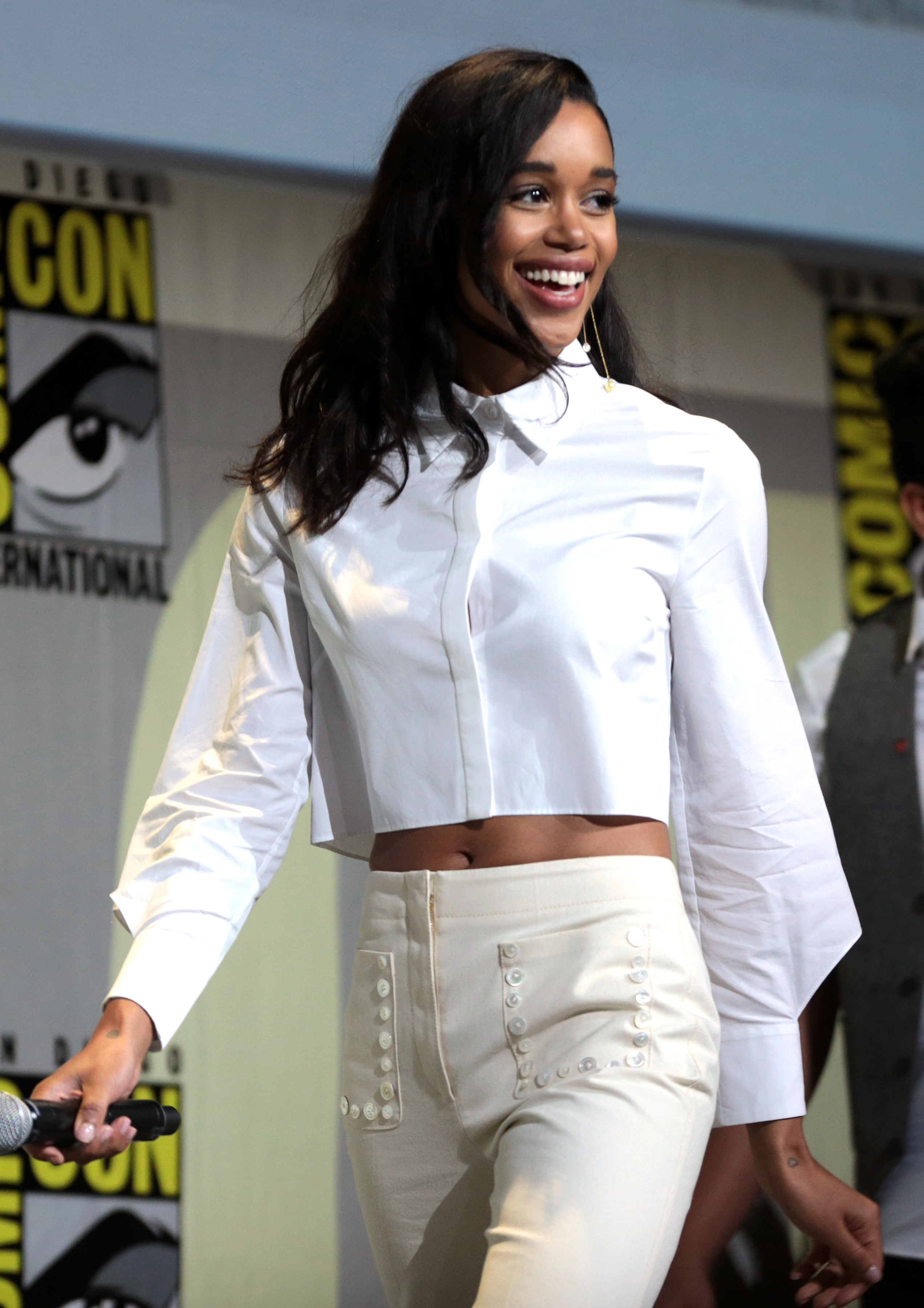
Laura Harrier bei der San Diego Comic-Con (2016)

- 2013: Liebe, Lüge, Leidenschaft (One Life to Live, Fernsehserie, 43 Folgen)
- 2014: Unforgettable (Fernsehserie, 2 Folgen)
- 2014: The Last Five Years
- 2015: Forth Man Out
- 2017: Spider-Man: Homecoming
- 2018: BlacKkKlansman
- 2019: Balance, Not Symmetry
- 2020: Hollywood (Fernsehserie, 6 Folgen)
- 2021: Calls (Fernsehserie, Folge 1x04, Stimme)
- 2021: Der Vogel (The Starling)
- 2022: Mike (Miniserie, Folge 1x03)
- 2023: White Men Can’t Jump
- 2024: Doctor Odyssey (Fernsehserie, 3 Folgen)